# 吴新华 (摄影家)
吴新华（1950年7月—）汉族，藏文名“其加次仁”，祖籍山东寿光，生于北京，中华人民共和国摄影师，专注拍摄青藏高原人物及风景。

## 生平
吴新华从小受到当画家的哥哥影响，也爱上画笔。小时候父母工作忙，周末吴新华常被在中央美术学院学习的哥哥接到学校玩。1950年代，该校常放苏联资料片，介绍苏联画廊及绘画，画作以宗教和农牧题材为主，吴新华对此十分迷恋，同时又想到了西藏的僧侣和百姓。1966年，进入八一篮球队，开始近十年的篮球运动员生涯。
1986年，吴新华随中央讲师团西藏支队第一次来到西藏。吴新华除教美术、体育两门课程外，还到西藏各地做教育调研。第一次下乡是随同事到羌塘那曲，在那曲被安排到汉族干部李彬（上海人）家中。李彬曾在索县农村生活多年，藏语流利，喜欢搜集藏族民间文学。在李彬影响下，吴新华也对藏文化有了初步了解。
结束讲师团工作后，吴新华的西藏摄影作品在《大众摄影》等报刊上陆续发表，并参加现代摄影沙龙八十八展，“艰巨历程”赴日本摄影展，法国阿尔勒国际摄影艺术节展览。1988年，法国摄影评论家希尔说：“吴新华张扬人性的作品，充满着摄影师极强烈的人道主义情怀和准确地阐释形象的艺术表现能力。我对他极具个性的艺术语言深信不疑，从中能得到极其真实的与西藏人对话的机会！”
自那之后，吴新华不断进藏拍摄作品。1987年起，他有了采访和拍摄西藏妇女的心愿。2002年与全国妇联达成合作意向后，用3个月时间在西藏自治区各地拍摄西藏妇女。最终出版的画册《世界屋脊上的女人》中，有吴新华拍摄的108位西藏妇女。其中有女活佛桑顶·多吉帕姆·德庆曲珍、丹玛·洛桑次珍神巫、十世班禅的母亲尧西·索朗卓玛、十一世班禅的母亲雍姆·桑吉卓玛、后藏帕拉家族之后团康·贵桑曲珍、藏传佛教宁玛派女大师堪卓·仁增卓玛、书法家唐麦·贡觉白姆、南伊珞巴族最后一位女巫亚崩及当舞蹈家的二女儿亚依、藏族女登山家吉吉、歌手索朗旺姆、碾坊24岁的雄色寺女尼、中国第一批藏族空姐次央、第一代女藏医强巴卓嘎、女画家朗顿·德珍、创作世界吉尼斯之最大唐卡的占堆老人的唯一女传人格桑措姆、西藏第一位女教授强俄巴·次仁央宗、收集西藏民谣的女作家德门·德庆卓嘎、气象学家普布卓玛等等。有一张照片是拉萨城关妇女联合会副主席次央走访附近四座寺院，首次为尼姑讲授妇女生理常识并送去经期卫生药具。还有一张照片是朗色林庄园翻身农奴老阿妈贡桑。又有一张照片是拉萨雪新村妇女玉珍第一次参与粉刷布达拉宫，旧时妇女是不能参加这项工作的。另有一张是海拔4500米那曲高原的医院妇产科内，为一万多产妇接生的女医生及两张简陋而干净产床。

## 著作
- 画册《世界屋脊上的女人》

## 家庭
- 父：吴化学，摄影艺术家、摄影理论家、诗人。
- 母：刘振香
- 大哥：吴小昌，原中央美术学院油画系研究生画室主任，1999年逝世。